# Zheng Zhenduo
Zheng Zhenduo (鄭振鐸T, 郑振铎S, Zhèng ZhènduóP, Cheng Chen-toW; Wenzhou, 19 dicembre 1898 – Ciuvascia, 17 ottobre 1958) è stato un archeologo, scrittore e traduttore cinese.

## Biografia
Nei primi anni '20 tradusse in lingua cinese i classici russi di Tolstoj, Turgenev e Gor'kij e si dedicò allo studio della letteratura indiana, antica e moderna. Nel 1927 viaggiò in Europa: in particolare a Londra compilò la prima illustrazione in cinese degli scavi archeologici compiuti in Egitto, a Troia e a Babilonia, mentre a partire dal 1929 si occupò di mitologia greca e romana. Questi studi diedero vita all'opera Xila Shenhua ("Miti dell'antica Grecia", 1935).
Dopo il 1949 contribuì a fondare il settore dei beni culturali della Cina, ne promosse le ricerche archeologiche e la formazione del personale. Si indebitò per acquistare oltre 4000 testi antichi, ma in tal modo evitò che questi finissero all'estero. L'intera collezione venne donata al Museo del Palazzo di Pechino.
Nel 1955 venne eletto membro dell'Accademia cinese delle scienze. 
Morì in un incidente aereo in Ciuvascia mentre si recava in Afghanistan e nei paesi arabi per conto della delegazione degli affari culturali della Cina.

## Omaggi
- Nella nativa Wenzhou gli è stato dedicato un museo.[2]

## Opere
- Zheng Zhenduo xuan ji / Lu Rongchun bian xuan, Fuzhou, Fujian ren min Chu ban she, 1984
- Xidi shu hua, Pechino, Sheng huo, du shu, xin zhi san lian shu dian, 1983
- Zhongguo wenxue lunji, Shanghai, Kaiming shudian yinxing, Minguo 36, 1947
- Zhi ju san ji, Shanghai, Shanghai chu ban gong si, 1951
- Wen xue da gang, Shanghai, Xin hua shu dian, 1986
- Zhongguo wen xue yan jiu, Pechino, Zuo jia chu ban she, 1957
- Wen xue lun zheng ji, Shanghai, Shanghai liang you tu shu yin shua gong si, 1935 (Fa parte di Zhongguo xin wen xue da xi)
- Zhongguo xi qu de xuan ben, Xianggang, Long men shu dian, 1969
- Xiao shuo yue bao, Pechino, Shu mu wen xian chu ban she